# Byon Kyung-ja
Byon Kyung-ja (hangeul : 변경자 ; hanja : 邊京子 ; RR : Byeon Gyeongja ; MR : Pyŏn Kyŏngja), née le 6 janvier 1956, est une ancienne joueuse sud-coréenne de volley-ball.
Elle est médaillée de bronze aux Jeux de 1976.

## Carrière
Byon fait partie de l'équipe sud-coréenne qui remporte la médaille de bronze lors des Jeux olympiques de 1976.

## Palmarès
- Jeux olympiques
  -  1976 à Montréal.
- Jeux asiatiques
  -  1978 à Bangkok